# Le amiche
Le amiche is een Italiaanse dramafilm uit 1955 onder regie van Michelangelo Antonioni.

## Verhaal
Clelia verhuist van Rome naar Turijn om ginds in een boetiek te werken. Ze maakt er enkele nieuwe vriendinnen, maar ze wordt spoedig meegesleurd in hun onaangename levens. Ze begint een slechte relatie met een assistent. Haar beste vriendin heeft een depressie.

## Rolverdeling
| Acteur               | Personage            |
| -------------------- | -------------------- |
| Eleonora Rossi Drago | Clelia               |
| Gabriele Ferzetti    | Lorenzo              |
| Franco Fabrizi       | Cesare Pedoni        |
| Valentina Cortese    | Nene                 |
| Yvonne Furneaux      | Momina De Stefani    |
| Madeleine Fischer    | Rosetta Savoni       |
| Anna Maria Pancani   | Mariella             |
| Luciano Volpato      | Tony                 |
| Maria Gambarelli     | Werkgever van Clelia |
| Ettore Manni         | Carlo                |